# Zhu Yunying
Zhu Yunying (em chinês:  諸 韻穎; 15 de janeiro de 1978) é uma ex-jogadora de voleibol da China que competiu nos Jogos Olímpicos de 1996 e 2000.
Em 1996, ela fez parte da equipe chinesa que conquistou a medalha de prata no torneio olímpico. Quatro anos depois, ela participou de oito jogos e finalizou na quinta colocação com o conjunto chinês no campeonato olímpico de 2000.